# Trique
Trique (Triqui), indijanski narod porodice Mixtecan, naseljen na zapadnim područjima meksičke države Oaxaca. Trique se sastoje od 3 jezične skupine, to su Copala Trique, 15,000 (1990 popis) u i oko sela San Juan Copala; San Martín Itunyoso Trique, oko 2,000 (1983) u općini Tlaxiaco u San Martín Itunyoso i manjim selima; i Chicahuaxtla Trique, 6,000 (1982), u i oko sela San Andrés Chicahuaxtla, te u naseljima San Jose Xochixtlán i Santo Domingo del Estado,. 
Trique su agrikulturan narod, s kukuruzom kao glavnom kulturom, a iz ekonomskih razloga drže i kavu i banane koje prodaju u obližnjim gradovima. Tradicionalno naselje je raspršeno, s kućama od različitog materijala, četvrtaste, s krovom od slame ili borovih daščica (šindra), jednosobne, sa zemljanim podom, zidovima ponekad od brvana ili ćerpiča (adobe). 
Religija je mješavina indijanskih pred-kolumbovskih i narodnih španjolskih katoličkih vjerovanja. Šamani su također još aktivni, uključujući i gatanje i liječenje bolesti. U svrhu gatanja služe se halucinogenom daturom (jimson weed). Svoje pokojne pokapaju u najboljoj odjeći zajedno s hranom i bambusovim sandalama. Tijekom godine održavaju mnoge fijeste u kojima je jedan od najvažnijih elemenata glazba koja se izvodi uz bubanj i violinu. Najvažnije svetkovine su carnaval koji se izvodi prije korizme. Grupe mladića oblaće se u kostime i stavljaju maske noseći bambusove štapove urešene šarenim papirima. Svaka ova skupina ima jednog pleača obučenog kao žena u huipil, i jednog obučenog u jaguara.